# 浅草キッドの土曜メキ突撃!ちんちん電車!
『浅草キッドの土曜メキ突撃!ちんちん電車!』（あさくさキッドの どよメキとつげきちんちんでんしゃ）は、ニッポン放送の毎週土曜日23:00～25:00の枠で放送されていたラジオ番組。メインパーソナリティーは浅草キッド。

## 概要
放送期間は1992年（平成4年）4月11日から1993年（平成5年）3月27日まで。1992年3月までオールナイトニッポン月曜2部において『浅草キッドのオールナイトニッポン』が放送されていたが、そこから引っ越して来たような形で本番組がスタートし、コーナーも一部が引き継がれている。
『オールナイトニッポン』での1992年3月頃のフリートークによると、この番組のタイトルの有力候補および仮タイトルは『突撃!おさる電車』だったらしい。これは同年4月にフジテレビの深夜で始まったバラエティ番組『たまにはキンゴロー』のタイトル候補で選に漏れたものの流用と思われる。
「言わんのバカクイズ」という企画は単行本にもなり、70万部近くの売り上げとなった。『オールナイトニッポン』時代と違って時間が早くなったことからスペシャルウィーク期間には多くゲストが入るようになる（言わんのバカクイズ解答者としてなど）。
1993年4月10日からは引き続き『浅草キッドの奇跡を呼ぶラジオ』がスタートしているが、この間同年4月3日のみ『浅草キッドの題名の無いラジオ番組』というタイトルで、新番組の前夜祭的な番組として放送されている。

## 主なコーナー、スペシャル企画
- びっくりしたなぁ〜もう
『浅草キッドのオールナイトニッポン』の「世紀末の三波伸介 びっくりしたなぁ〜もう」コーナーをほぼそのまま引き継いだコーナー。時事、芸能人、流行などの話題からネタを作る浅草キッド的ワイドショー。この頃からアサヒ芸能で「週刊アサヒ芸能人」のコーナーが始まり、ここにも本コーナーで採用されたネタが一部掲載されるようになった。この「週刊アサヒ芸能人」に掲載されるとナンシー関の消しゴム版画カードがもらえていた。

- 言わんのバカクイズ
「何を言われても○○○○と言ってください」で始まり、出題者はこの言葉に関連する言葉を出し続け、解答者はこれをそのまま間違えずに言わなければならない。何個目かで出題者は引っ掛けの言葉を出し、解答者が思わず引っ掛かる……という狙いのクイズ（例）。ゲストに来た（または録音出演した）多くのタレントがこのクイズにも挑戦していた。
- よくばりカレンダー
このコーナーも『浅草キッドのオールナイトニッポン』からの継続コーナー。「北島三郎演歌の花道カレンダー」「柳生博ハッピーカレンダー」等。
- キング・オブ・コメディー
このコーナーも『浅草キッドのオールナイトニッポン』で行われていた。本番組時代にはゲストのタレントがこのコーナーに臨むこともあった。
- チモ・バヨはこう聞こえるぞコーナー
スペインのディスコDJチモ・バヨの『俺はチモ・バヨ～燃えろバルセロナ』の歌詞は日本語だとこう聞こえる、いわば『タモリ倶楽部』の「空耳アワー」のようなコーナーだったが、かなり強引な替え歌が多くリスナーの爆笑を誘った。
- ちんぱんギャルコーナー
- へんたいよい子電話相談室
- もうすぐユーミン
この番組が『松任谷由実のオールナイトニッポン』の直前の番組であることから出来たコーナー。お茶化しの内容であったが、松任谷由実本人には好評で、オールナイトニッポンの出だしで言及した事も一度ならずあり、1992年11月28日放送ではついに本人が登場したということもあった。
- ハリー・ベラフォンテコーナー
浅草キッドのマネージャーの巨根に名前を付けるコーナー。BGMはハリー・ベラフォンテの『バナナ・ボート』。コーナー最終回で「業務用」と命名された。
- よくばりぴあコーナー
架空のプレイガイドを紹介。「実写版『みこすり半劇場』」「ビーズじゃないよボーズサミット」等ものすごいイベントを紹介。
- 某スポフルタイムコレクションベスト100
1992年12月のスペシャル企画。見出しの面白さ、大げささでランキング付けをしていた。
- けんかラジオ・史上最強泥仕合
1993年2月のスペシャル企画。ゲストのタレントたちが模擬けんか、言い合いをするもの。

## ノベルティグッズ
番組中紹介されたネタで優秀なものの投稿者には、以下のノベルティグッズがプレゼントされた。
- ちんちんローション（単なる瓶入りベビーオイル）
- ちんちんリング（単なるブリキ製の指輪。陰茎がかたどられている）
- オリジナルステッカー

## 関連書籍
- 「浅草キッドの言わんのバカクイズ～みるみるうちにひっかかる!」（ニッポン放送出版）1992年（平成4年）10月10日発売　ISBN 4594010296